# Dolichiscus meridionalis
Dolichiscus meridionalis là một loài chân đều trong họ Austrarcturellidae. Loài này được Hodgson miêu tả khoa học năm 1910.